# Матхура (округ)
Ма́тхура или Му́ттра (англ. Mathura) — округ в индийском штате Уттар-Прадеш. Расположен на востоке штата. Административный центр округа — город Матхура. Согласно всеиндийской переписи 2001 года население округа составляло 2 074 516 человек. Уровень грамотности взрослого населения составлял 61,46 %, что немного выше среднеиндийского уровня (59,5 %).